# Gărzile Naționale Române
Gărzile Naționale Române au fost organe de asigurare a ordinii publice și de apărare a drepturilor naționale rezultate din principiul autodeterminării, al libertății și unității naționale, constituite în cursul lunilor noiembrie-decembrie 1918 în ținuturile locuite de români dintre Carpați, Tisa și Dunăre. Ele au fost organizate de către Consiliul Național Român Central și subordonate acestuia și, alături de Consiliul Dirigent au avut calitatea de organisme executive. 
Instituția Gărzilor Naționale Române nu a fost însă proprie doar Transilvaniei, ea întâlnindu-se și în Bucovina în zona Dornelor, precum și pe malul Mării Adriatice la baza navală austro-ungară Pola.
Deși recrutarea s-a făcut pe bază de voluntariat, aceste Gărzi au avut o pronunțată structură militară, deoarece în compunerea lor au intrat în majoritate oameni veniți de pe front și organele superioare ale acestora au avut înrolați ofițeri ai fostei armate austro-ungare. Asigurarea cu mijloace tehnice de luptă a unităților a avut la bază preluarea de armament de la vechile structuri. Structura de comandă s-a ierarhizat pe cadrul existent în areale administrative și s-a subordonat unui Stat Major dependent de Consiliul Național Român Central, aflat mai întâi la Arad și mutat ulterior la Sibiu.
Prin natura lor, au constituit o forță care a preluat rolurile poliției locale și jandarmeriei pe fondul dezorganizării administrației austro-ungare și, până la intrarea trupelor regulate române în Transilvania, și pe cel al armatei. Simultan, Gărzile și-au asumat și un rol politic, servind atât ca mesageri și propagandiști ai hotărârilor și deciziilor Consiliului Național Român Central și ai consiliilor locale, cât și uneori ca factori de opoziție activă politică, administrativă și militară față de guvernul de la Budapesta.
Desființarea lor s-a produs fie forțat, prin decizii ale administrațiilor militară franco-sârbă din Banat, sau maghiară situată la vest de linia de demarcație impusă de condițiile armistițiului dintre Aliați și Ungaria, fie pe fondul consolidării administrației românești în teritoriile eliberate, caz în care o parte din membrii Gărzilor au continuat să servească în calitate de voluntari în noua Jandarmerie sau în Armata de Transilvania.

## Constituire

### Cadru
Gărzile Naționale Române au fost organizate de către Consiliul Național Român Central și au fost subordonate acestuia. Constituirea lor a avut loc la sfârșitul anului 1918 în intervalul noiembrie-decembrie în arealul locuit de elementul etnic român dintre Tisa, Carpați și Dunăre și s-a făcut în paralel cu cea a Consiliilor Naționale locale. Ordinul guvernului ungar a fost ca aceste gărzi să jure credință statului maghiar. La Cluj, încă din 4 noiembrie, Senatul Național Român (subordonat ulterior Consiliului Național Român Central) a fost de acord cu Consiliul Național Maghiar local să recunoască pe generalul Siegler drept comandant al tuturor Gărzilor Naționale și concomitent a primit o sumă substanțială de bani de la guvernul maghiar cu scopul de a finanța separat Garda Națională Română. Ulterior, la cererea reprezentantului Consiliului Național Român Central – Iuliu Maniu și a ambasadorului român de la Budapesta, ministrul de război al Ungariei – Bartha, recunoscând organizarea națională și militară a românilor din Transilvania, a dat o ordonanță prin care românii nu au mai fost obligați să depună jurământ pe drapelul maghiar.

În data de 6 noiembrie Consiliul Național Român Central în Manifestul intitulat „Către națiunea română”, i-a chemat pe români să 
„se înroleze în gărzile naționale și să poarte simbolul unității naționale tricolorul românesc.”
 Soldaților români întorși de pe front li s-a cerut să intre în aceste gărzi pentru a contribui la menținerea ordinii, astfel încât națiunea română să apară în fața lumii
„în deplina ei curățenie, nepătată în întreaga ei splendoare, .....[iar] fiecare soldat roman dezlegat de jurământul dat împăratului are liberă voie să intre în sfatul militar național român, să poarte simbolul mândru al suveranității naționale, tricolorul, și este supus numai Consiliului Național Român”
 Comunicatului emis după ședința Consiliului din 9 noiembrie 1918, a precizat rolul important care urma să revină acestor tipuri de unități, a căror formare a reprezentat unul dintre obiectivele esențiale ale strategiei mișcării de eliberare și unitate națională a românilor transilvăneni. Având în vedere crearea unei armate independente, Consiliul Național Român Central a stipulat că toți militarii români erau „soldați ai Consiliului Național Român”. Succesiv negocierilor de la Arad cu ministrul ungar Oszkár Jászi, duse după nota ultimativă din 9 noiembrie dată de acest Consiliu Guvernului ungar, prin care a solicitat preluarea suveranității asupra teritoriilor transilvănene, s-a cerut de către membrii consiliului 10 milioane de coroane, arme și asistență tehnică pentru Garda Națională Română. Ministrul ungar al apărării a început să se conformeze, dar transferul de armament a fost în curând oprit.

### Organizare
În cursul intervalului noiembrie-decembrie, înființarea Gărzilor a cunoscut o amploare deosebită, la sfârșitul lunii noiembrie numărul celor înrolați fiind de 8.000-10.000. Conform cu directivele Consiliului, exista obligația de a fi înființată în fiecare comună cu majoritate română o Gardă Națională, aceste structuri locale fiind organe executive ale Consiliilor Naționale din arealele respective, care au avut rolul de a le înființa. Cei trimiși de Consiliul Național Român Central să organizeze Gărzile au fost în bună parte fii sau frați ai unor muncitori sau țărani ori au provenit din rândurile micii intelectualități, fiind legați de țărani și de viața acestora. La înființarea gărzilor la sate și-au adus aportul și ofițeri ai Biroului de Informații al Secției Militare (echivalent al Ministerului de Război) a Consiliului Dirigent. În mod practic, ele au apărut alături de gărzile similare maghiare, proporțional cu structura populației. Gărzi asemănătoare au fost create, în afară de maghiari, și de secui sau sași.
Formarea gărzilor în mediul rural a fost rezultanta unui efort de convingere dus de elita satelor. Un rol semnificativ a revenit în acest context tandemului preot-învățător (ce aparținea elitei tradiționale), tandem care a avut atât calitatea de instanță simbolică validată comunitar, cât și un puternic grad de reprezentativitate și o capacitate mare de mobilizare. Alături de elita tradițională, noua elită întoarsă de pe front a venit cu un semnificativ capital de imagine.

### Structură
Conform statutului acestor Gărzi, în compunerea lor trebuia să intre numai elemente de mare încredere, indiferent de religie. Gărzile rurale au fost structurate după principiul teritorial, efectivele recomandate fiind de maxim 5 % din totalul locuitorilor. De regulă comandantul trebuia să fie ofițer, iar în lipsa acestuia un subofițer. Membrii gărzilor au putut folosi atât uniformele vechii armate austro-ungare – însă fără însemnele acesteia, cât și haine civile. Toți membrii Gărzilor erau datori să poarte o brasardă tricoloră pe brațul stâng, pe care să figureze inscripția „Garda Națională Română” și să fie înscrisă denumirea exactă a formațiunii căreia îi aparțineau.
Deși în compunerea lor au intrat și muncitori, țărani sau intelectuali, au avut o pronunțată structură militară, deoarece în compunerea gărzilor au intrat în majoritate oameni veniți de pe front și organele superioare ale acestora au avut înrolați ofițeri ai fostei armate austro-ungare. Compoziția lor a reflectat însă structura socială a populației și organizarea lor s-a făcut pe baza principiilor democratice, caracterizându-se prin preponderența elementului popular și prin alegerea democratică a comandanților.
Revenirea în Transilvania a peste 50.000 de foști militari români ai Armatei Austro-Ungare a avut un rol benefic în ceea ce privește formarea Gărzilor. Pregătirea acestora din punct de vedere politic și organizatoric militar fusese deja făcută prin activitatea Senatului Militar Român Central din Viena. Recrutarea s-a făcut pe bază de voluntariat, toți cei admiși de către consiliile naționale trebuind să depună un jurământ prescris. Deși numărul membrilor acestor gărzi putea fi așadar de maxim 5 % din numărul locuitorilor, totuși în multe comune s-au înrolat în acestea toți bărbații cu vârste între 18 și 50 de ani (cum s-a întâmplat în localități precum Turnu, Rîureni, Chiraleș sau Plugova, unde tot satul s-a considerat mobilizat în Garda Națională). La butonieră, membrii Gărzilor purtau Tricolorul, la fel ca cei ai Consiliilor Naționale.
Înarmarea lor s-a făcut fie din depozitele de armament preluate de respectivele consilii, fie cu armament al unor unități militare sau de jandarmi dezarmate, sau cu cel propriu al unor soldați care își părăsiseră unitățile militare. Solda a fost stabilită pentru ofițeri la 30 de coroane, iar pentru gardiști la 20, hrana lor urmând să fie asigurată de comunitatea locală. Întreținerea gărzilor s-a făcut de către consiliile naționale fie prin contribuții benevole, fie prin dări proporționale, cele mai multe funcționând însă fără plată.
Comanda Gărzii din orașul de reședință a fiecărui comitat a reprezentat și structura de comandă a unităților corespondente din fiecare secțiune a respectivei unități administrative.. Secția militară a Consiliului Național Român Central a primit comanda supremă a Gărzilor Naționale, iar la Arad, sub comanda maiorului Alexandru Vlad, s-a constituit un Stat Major al acestora. În acest Stat Major s-au aflat un număr de referenți „prezidiali" (căpitan dr. Vasile Avramescu, locotenent Alexandru Raicu)  sau „strategici” (căpitan Teodor Șerb, locotenent Sabin Codarcea). După constituirea Consiliului Dirigent, structura de comandă supremă a Gărzilor s-a mutat din Arad la Sibiu.
La Marea Adunare Națională de la Alba-Iulia, din cei 1228 de delegați (deputați) reprezentanți ai națiunii române, 64 au fost ai Gărzilor Naționale Române.

## Activitate
Alături de Consiliul Dirigent, Gărzile Naționale Române au avut calitatea de organisme executive. Prin activitatea lor, au asigurat un sprijin multilateral Consiliilor Naționale, exercitând un rol esențial în ceea ce privește menținerea ordinii, a disciplinei și a respectării legalității. De asemenea, au contribuit decisiv la desfășurarea activităților destinate să asigure condițiile necesare desfășurării adunărilor naționale pe plan local și a Marii Adunări Naționale de la Alba-Iulia. Altfel, în timpul acesteia ordinea a fost asigurată de 1.700 de membri ai Gărzilor.
Rolul lor a fost acela al unor organe de asigurare a ordinii publice și de apărare a drepturilor naționale rezultate din principiul autodeterminării, al libertății și unității naționale Ele au constituit o forță care a preluat rolurile poliției locale și al jandarmeriei pe fondul dezorganizării administrației austro-ungare și, până la intrarea trupelor regulate române în Transilvania, și pe cel al armatei. Gărzile similare create de maghiari, secui și sași au colaborat cu cele românești, contribuind la menținerea liniștii publice și a ordinii. Deși gradul de adecvare al unităților de tipul Gărzilor Naționale a fost discutabil, este fără îndoială că la mijlocul lunii noiembrie gardienii erau cea mai bună forță disponibilă pentru menținerea ordinii. Această forță a apărat în orașe atât instituții publice (poșta, telefoanele, spitalele, școlile, judecătoriile) cât și averea publică sau particulară.
Asigurând ordinea de drept, au protejat populația atât față de vechile autorități austro-ungare care nu doreau să cedeze puterea cât și, acolo unde a fost cazul, față de armata germană aflată în retragere. Din partea populației au primit un sprijin masiv, deoarece ele au reprezentat brațul înarmat al acesteia împotriva unităților militare sau nemilitare dar înarmate, prin care Ungaria a încercat să împiedice mai întâi Unirea și mai apoi consolidarea acesteia. Simultan, Gărzile și-au asumat și un rol politic, servind și ca mesageri și propagandiști ai hotărârilor și deciziilor Consiliului Național Român Central și ai consiliilor locale.
Intrând în Transilvania, trupele regulate ale Armatei Române au primit instrucțiuni orientative, inclusiv asupra relațiilor de colaborare frățească și perfectă armonie cu Gărzile Naționale Române, urmând să „mențină și să sprijine gărzile [...], ca elemente de păstrare a ordinii publice”.
Gărzile românești au contribuit și la acte de nesupunere față de guvernul de la Budapesta. Astfel, în Chișineu-Criș, Garda locală a oprit de la încorporare în noiembrie 1918 contingentele de români și a interzis expunerea afișelor sosite de la Budapesta, fără aprobarea ei. De asemenea, Gărzile Naționale au urmărit și rezolvat și probleme economice legate de nevoile populației.

### Comitatul Arad
Înființarea Gărzii s-a produs pe data de 5 noiembrie. După depunerea jurământului, gardiștii au plecat, fiecare în comuna sau regiunea unde era cunoscut. Astăzi, fostul sediu al Comandamentului Gărzilor Naționale Române din perioada noiembrie-decembrie 1918 este monument istoric.
La Arad, Garda locală a fost atacată de gardiștii unguri pe 29 decembrie, chiar în ziua în care orașul a fost vizitat de generalul Berthelot. Către sfârșitul lunii ianuarie 1919, Garda comitatensă din Arad s-a reorganizat sub comanda căpitanului Moise Riscuția. Acesta a încercat, tardiv, să organizeze în fiecare secție din comitat câte o companie după toate regulile militare, dar proiectul nu i-a reușit și a fost arestat de maghiari, scăpând de execuție numai datorită unei intervenții diplomatice. Ulterior, o parte din efectivele gărzilor s-au retras spre Halmagiu pentru a face joncțiunea cu Garda locală, iar după intercalarea trupelor maghiare între Arad și restul comitatului, asigurarea comenzii Gărzilor a fost reorientată spre Comandamentul din Brad, unde se afla în funcție căpitanul Florian Medrea.
După ce la Halmagiu, Garda – autointitulată „legiune” – a opus rezistență unui batalion maghiar la tunelul de la Ciuciu (Vârfurile) pricinuindu-i pierderi, s-a retras ulterior la Brad și a constituit împreună cu gardiștii de aici nucleul Corpului Voluntarilor „Horia” (implicat activ în pregătirea ofensivei din aprilie a Armatei Române), corp reorganizat ulterior în Regimentul de Infanterie Beiuș.

### Comitatul Alba de Jos

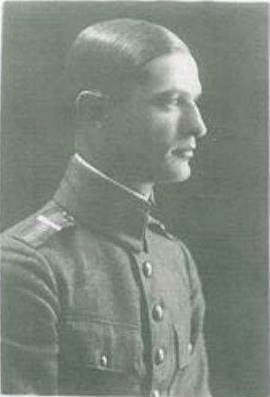
Florian Medrea în 1919

La Alba Iulia, structura gărzii s-a organizat având la bază efective majoritar române ale Regimentului 50 Infanterie austro-ungar din oraș, la care s-au adăugat soldați reîntorși de pe front. Instalarea trupei s-a făcut în cazinoul ofițerilor din cetate. După ce inițial comanda a fost asigurată de căpitanul inginer în rezervă Ioan Negruțiu, ea a fost predată căpitanului Florian Medrea, ofițer activ într-un regiment bosniac cu garnizoana la Viena, venit de pe front în concediu la părinții din Țebea. Alături de acesta, sarcina organizării Gărzii locale și-a asumat-o și dr. Ion Pop. Adjunct a devenit sublocotenentul Gavril Crișan. Ca urmare a eforturilor depuse, s-a reușit „să improvizeze o armată de 1700 de feciori”, să fie confiscate depozitele de muniție ale cetății, patru tunuri, 30 de mitraliere, mai multe camioane blindate și circa 30.000 de puști. Au fost organizate trei cordoane în jurul orașului pentru a fi evitat un eventual atac ungar dinspre Mureș, Medrea fiind ulterior felicitat pentru modul în care a organizat apărarea localității.
De numele sublocotenentului Gavril Crișan, se leagă un episod din retragerea Armatei Germane. Sublocotenentul a primit sarcina de a asigura retragerea fără probleme a germanilor conduși de August von Mackensen prin gara Teiuș, unde generalul a fost oprit și dat jos din tren de un pluton de români, pentru a fi controlat pentru felul în care trupa sa respectă condițiile de retragere și transport pe teritoriul românesc.
Tot adjunctul lui Medrea a primit și sarcina de a pacifica Zlatna, unde se bănuia că muncitorii de la uzina metalurgică s-au revoltat împotriva cadrelor de conducere străine, sarcină de care acesta s-a achitat onorabil.
Organizarea Marii Adunări Naționale la Alba Iulia a impus Gărzii locale (ale cărei efective au sporit în ajunul zilei de 1 decembrie la peste 3.000 oameni) o sarcină de mare răspundere, dat fiind că orașul avea numai 12.000 de locuitori, din care mai bine de 60 % erau muncitori, meseriași și țărani, aceștia locuind la periferie. Prin grija membrilor Gărzii, au fost primiți și încartiruiți delegații, fiecare familie primind în găzduire câte trei-șase persoane, alți o sută de inși fiind primiți în cele două hoteluri. După ce locuințele pregătite în oraș s-au umplut,  Garda a încartiruit lumea în satele învecinate. A fost reactivată popota ofițerilor, care a asigurat masa pentru aproximativ 200 de persoane. A fost desemnat un detașament pentru menținerea ordinii în stradă și altul cu același scop, la intrarea în sala mare a cazinoului militar, pregătită în vederea ședinței istorice. Alte unități ale gărzii au fost plasate simbolic pe meterezele cetății. Pentru intervalul 14/27 noiembrie - 20 noiembrie/3 decembrie s-au luat măsuri speciale de pază la gări, poduri și tuneluri, precum și de-a lungul căilor ferate.
La Blaj, sub conducerea căpitanului Victor Munteanu, venit de la Viena, studenții Seminarului Teologic, împreună cu un grup de liceeni, s-au organizat pentru a lua cu asalt cazarma jandarmilor. Odată formată, Garda locală s-a afiliat celei de la Alba-Iulia. Conducerea gardiștilor s-a făcut de către căpitanul Ioan Munteanu („inspector al gărzilor”), căpitanul Virgil Pop („căpitan al orașului și al gardei naționale române din Blaj”), de căpitanul Victor Munteanu, de medicii Aurel Circa, Vasile Hâncu și de adjutantul Iustin Nestor. La 1 decembrie, 100 de gardiști „înarmați și bine echipați” de aici, vor merge la Alba-Iulia pentru a ajuta la asigurarea ordinii.

### Comitatul Brașov
În Țara Bârsei, în funcția de comandant al Gărzilor a fost numit profesorul Aurel Ciortea, iar ca adjunct căpitanul Iancu Munteanu. Reprezentând o reală forță militară, aceste Gărzi și-au desfășurat activitatea în dificilele condiții asociate retragerii unei părți a Armatei Germane prin Brașov. În 6/19 decembrie 1918 comanda a fost preluată de căpitanul Munteanu. În Țara Bârsei, din 1.450 gardiști, abia 800 posedau însă arme.

### Comitatul Cluj
La Cluj (ca și la Sibiu) garda s-a mai numit și legiune. Aici efectivul comitatului a fost compus din 4 companii de infanterie și o secție de mitraliere, în total 72 ofițeri și 571 soldați.
Succesiv părăsirii Clujului de către trupele ungare pe 23 decembrie, străzile orașului au fost patrulate până la jumătatea lunii ianuarie, când administrația română a preluat integral frâiele administrației, de echipe mixte formate din soldați români, membrii ai Gărzilor Naționale maghiare și române și ai poliției municipale ungare.

### Comitatul Făgăraș
La Făgăraș, Garda a inclus 35 de ofițeri, 11 subofițeri și 2668 soldați dintre care numai 653 posedau arme.

### Comitatul Hunedoara
În noaptea de 1/14 spre 2/15 noiembrie, a avut loc o ciocnire la Brănișca între un detașamentul român condus de maiorul Banciu și subunități militare germane.

## Organizarea gărzilor dinafara Transilvaniei
O astfel de Gardă Națională Română a fost creată la Vatra Dornei, centru de concentrare și aprovizionare a trupelor de pe front, care la sfârșitul lunii octombrie 1918, a fost invadat de soldați care se retrăgeau în debandadă spre interiorul Austro-Ungariei. Astfel, sub conducerea lui Petru Forfotă, la 6/19 octombrie 1918 a luat ființă o Gardă care 2 zile mai târziu s-a subordonat Consiliului Național Român local. Într-o săptămână, a fost asigurată cu ajutorul Gărzii ordinea în oraș, s-a trecut la dezarmarea trupelor aflate în tranzit și la rechiziționarea produselor alimentare ale trupelor austro-ungare, pentru a fi oferite populației. De asemenea, membrii Gărzii au intervenit în câteva ciocniri cu soldați aflați în retragere, ceea ce a avut ca efect apariția de răniți, precum și un mort. După 3 săptămâni, timp în care a funcționat, Garda a predat armatei române sectorul Dornelor, precum și armamentul rechiziționat.
La rândul său, baza navală austro-ungară de pe malul Mării Adriatice de la Pola a fost sediul unei Gărzi a Marinarilor Români înființate de marinari ai Imperiului, revoltați. Aceasta s-a înființat la 30 octombrie 1918, a doua zi după crearea unui Consiliu Național al Marinarilor Români. Aceasta a executat alături de gărzile similare cehești, servicii de pază a imobilelor și a magaziilor de materiale, precum și de patrulare pentru asigurarea ordinii publice. Un detașament al Gărzii a participat, de asemenea, la primirea armatei italiene. În număr de 450 și dotați cu un autocamion și două mitraliere, gardiștii au fost în serviciu până la 4 noiembrie 1918.
După predarea depozitelor și navelor din port italienilor, gardiștii au intenționat inițial să se reîntoarcă pe mare, pentru a debarca la Constanța. De teama minelor marine au navigat însă numai până la Fiume, spre care s-au îmbarcat la 14 noiembrie pe nava Salvia pusă la dispoziție de italieni, presupunând că vor putea reveni în Transilvania pe ruta Subotica—Seghedin, pe calea ferată. Linia fiind blocată ca urmare a distrugerii unui pod și a unui tunel în zona Petrovaradin, au revenit prin Budapesta. Aici au fost însă nevoiți să apeleze la intervenția Ministrului de Război pentru a putea ajunge la Arad, la 22 noiembrie. Aici au predat drapelul Gărzii, pentru a fi acesta păstrat la Ineu.

## Desființare

### Linia de demarcație
În urma semnării pe 13 noiembrie 1918 de către guvernul Károlyi a convenției de armistițiu la Belgrad, s-a stabilit o linie de demarcație între trupele Antantei și cele ungare într-un context relativ confuz, în care teritoriile aflate la sudul acestei linii au rămas în administrația statului maghiar, iar în Banat au intrat trupe sârbe. Linia dintre trupele române și cele ungare a fost stabilită pe cursul mijlociu la Mureșului, linie la care trupele Armatei Române intrate în Transilvania au ajuns la mijlocul lunii decembrie. În contextul Hotărârii Marii Adunări Naționale de la Alba-Iulia și cu aprobarea generalului Berthelot, care exercita comanda trupelor Antantei din România și sudul Rusiei, Armata Română a avansat până la linia Sighetu Marmației – Zalău – Zam, contrar opoziției semnatarului armistițiului dintre Antantă și Ungaria – generalul francez Franchet d'Esperey și a prim-ministrului francez Clemenceau.
Cadrul Convenției lăsând loc de o interpretare mai elastică, nu era clar dacă gărzile și trupele cu caracter național român organizate de Consiliul Național Român Central, ar fi trebuit sau nu să părăsească teritoriul ce urma a fi evacuat.

### Situația în Banat
Ca o consecință a prevederilor armistițiului, Banatul a fost pus sub administrație franco-sârbă. În această regiune gărzile – indiferent de naționalitate – au fost desființate prin ordonanța nr. 418/2 a comandantului Leon Farret al Diviziei 11 coloniale franceze, care ocupa militar zona.
Unele formațiuni care primiseră ordin să traverseze teritoriul evacuat și să se îndrepte spre Arad au fost dezarmate de către trupele sârbe.

### Situația la vest de linia de demarcație
Gărzile Naționale au fost desființate și în restul zonei situate la vest de linia de demarcație, membrii acestora fiind dezarmați, iar unii dintre ei bătuți (cum a fost studentul Sever Pele, organizator al Gărzii din Tinca — decedat la scurt timp ca urmare a leziunilor suferite) și umiliți sau chiar uciși de către bande revoluționare maghiare. La 30 ianuarie 1919, la Beiuș, Garda locală a fost desființată de trupe secuiești venite cu un tren blindat și conduse de căpitanul Verbőczy, iar la 10 februarie s-a finalizat desființarea și dezarmarea gărzilor din regiunea Aradului (o parte din membrii Gărzilor din regiune s-au refugiat alături de alți români la Zam, unde se afla Armata Română). Ulterior, un detașament din Püspökladány a ucis gardiștii din Chișineu Criș, iar la Șiria Garda Națională a fost atacată de două batalioane din Divizia 23 ungară (comandată de generalul Soos), după care acestea au avansat până la linia de demarcație. O parte din membrii Gărzii din Șiria au trecut această linie și s-au înrolat în trupele regulate române.
După dezarmarea Gărzilor românești, avutul și viața românilor din afara liniei de demarcație au ajuns la discreția bandelor de mercenari unguri.

### Situația la est de linia de demarcație
Existența lor a devenit inutilă în condițiile instalării și consolidării administrației românești în teritoriile eliberate, astfel că, pentru a nu se crea un paralelism stânjenitor pentru bunul mers al treburilor publice, au fost desființate, succesiv realizării unității naționale și preluării puterii politice în teritoriul de competență. Măsura a fost una care a ținut de resortul instituirii unei administrații românești stabile și a fost decretată prin intermediul Ordonanței nr. 201/1919 a Consiliului Dirigent, ca trebuind să fie încheiată cel mai târziu până la 1 februarie 1919. În plus, capacitatea de luptă și disciplina acestora lăsau de dorit.
La 12 decembrie 1918 în urma hotărârii Consiliului Dirigent, a fost numit conducător al armatei și siguranței publice în Transilvania fruntașul unionist Ștefan Cicio Pop, sub conducerea căruia a început acțiunea de desființare treptată a Gărzilor Naționale și de organizare a Jandarmeriei în Transilvania. În locul acestor gărzi au fost constituite companii teritoriale de jandarmi (câte una pentru fiecare județ). Anterior măsurii de desființare a fost lansat la 30 decembrie 1918 un apel de încadrare a militarilor români în noua jandarmerie până la preconizata desființare a Gărzilor – cel mai târziu la 1 februarie 1919.
O mare parte din membrii gărzilor s-au înrolat voluntari în Armata de Transilvania în Diviziile a 16-a (comandant Dănilă Papp) și a 18-a (comandant Alexandru Hanzu).

## In memoriam
În 1940 la București s-a înființat Asociația foștilor luptători din Gărzile Naționale din Ardeal și Banat, cu sediul în capitala României și filiale în toate județele din Ardeal și Banat.